# Museu Estatal d'Història (Moscou)

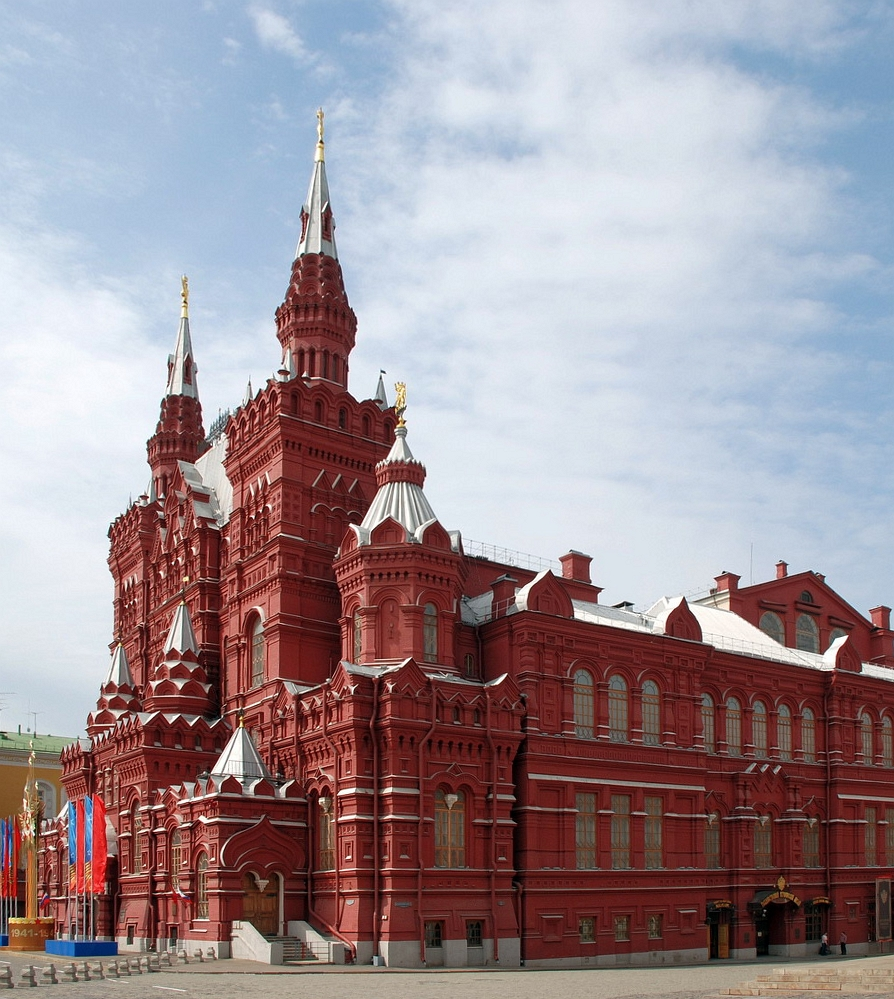
Vista lateral

El Museu Estatal d'Història (Государственный Исторический музей) és entre la plaça Roja i la plaça Manege de Moscou. El seu catàleg recull des de relíquies de tribus prehistòriques que ocupaven el territori de l'actual Rússia fins a obres d'art de valor incalculable adquirides per membres de la dinastia Romànov. El nombre total d'objectes de la col·lecció del museu és de l'ordre de milions.
El lloc on actualment s'alça el museu va ser anteriorment ocupat per la Principal Botiga de Medicina, construïda segons ordres de Pere el Gran en estil barroc moscovita. Moltes de les seves sales alberguen col·leccions reials d'antiguitats, d'altres van ser ocupades per la Universitat Estatal de Moscou, fundada per Mikhaïl Lomonóssov el 1755.
El museu va ser fundat el 1872 per Ivan Zabelin, Aleksey Uvárov i molts altres eslavòfils interessats en la promoció de la història russa i de la consciència nacionalista. El consell del museu, format per Sergey Solovyov, Vasili Klyuchevski, Uvárov i altres destacats historiadors, presidí la construcció de l'immoble. Després d'una prolongada competició, el projecte guanyador va ser el de Vladimir Osipovich Shervud (o Sherwood, 1833-1897).
L'edifici va ser construït segons els cànons de l'estil neorús entre 1875 i 1881 i inaugurat oficialment pel tsar Alexandre III. L'interior estava intricadament decorat segons el nou romanticisme rus per artistes com ara Víktor Vasnetsov, Henrik Semiradski i Ivan Aivazovski.
Entre les peces destacades, es pot trobar una barcassa portada de les ribes del riu Volga, artefactes d'or dels escites, rotllos d'escorça de bedoll gravats en antic dialecte de Nóvgorod, manuscrits del segle vi, ceràmiques populars russes i objectes en fusta. La biblioteca conté manuscrits de Chludov Psalter (860), miscel·lànies de Sviatoslav (1073), l'Evangeli de Mstislav (1117), l'Evangeli de Yuriev (1119) i l'Evangeli d'Halych (1144). La col·lecció de monedes del museu per si sola inclou 1,7 milions de peces, la major de Rússia.
Una part del museu està allotjada a l'edifici adjacent de l'antiga alcaldia de Moscou, dos més n'estan situats al convent de Novodévitxi i a la catedral de Sant Basili.
La porta de la Resurrecció entre el museu i l'antic ajuntament emmarca l'entrada a la plaça Roja. Va ser destruïda pel règim de Stalin, perquè poguessin organitzar desfilades militars o de la Victòria, entre d'altres, i reconstruïda en els anys 90, quan la nova Rússia sota el règim neoliberal va renunciar totalment al període heroic soviètic. Una estàtua eqüestre del mariscal Júkov es troba enfront del museu, a la plaça Manege.